# إدوين كلاين
إدوين كلاين (بالألمانية: Edwin Klein)‏ هو كاتب ألماني، ولد في 19 يونيو 1948 في ترير في ألمانيا.

## وصلات خارجية
- إدوين كلاين على موقع الاتحاد الدولي لألعاب القوى (الإنجليزية)
- إدوين كلاين على موقع أوليمبيديا (الإنجليزية)